# Erica multiflora
L'erica multiflora (Erica multiflora L., 1753) è una pianta appartenente alla famiglia delle Ericacee.

## Descrizione

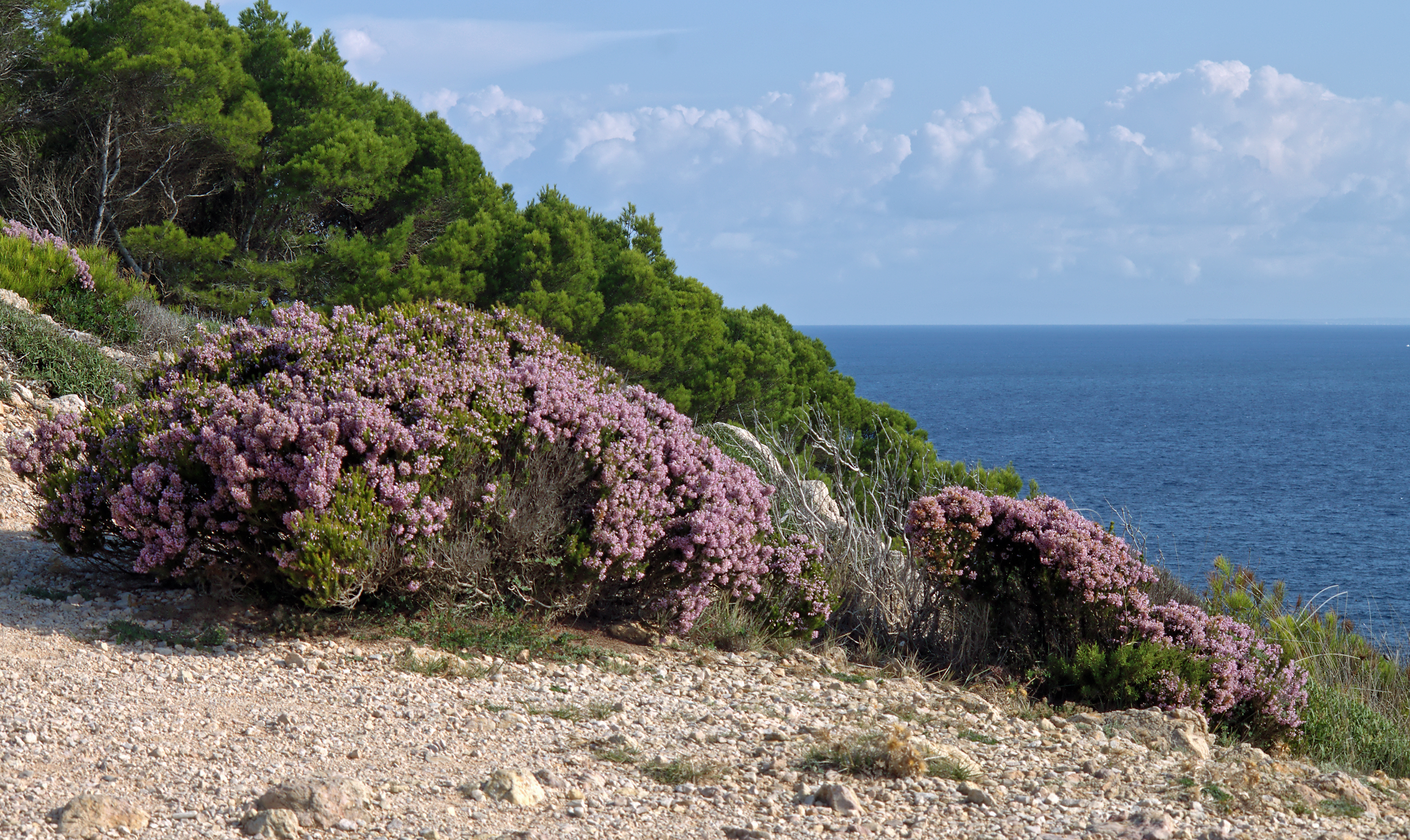

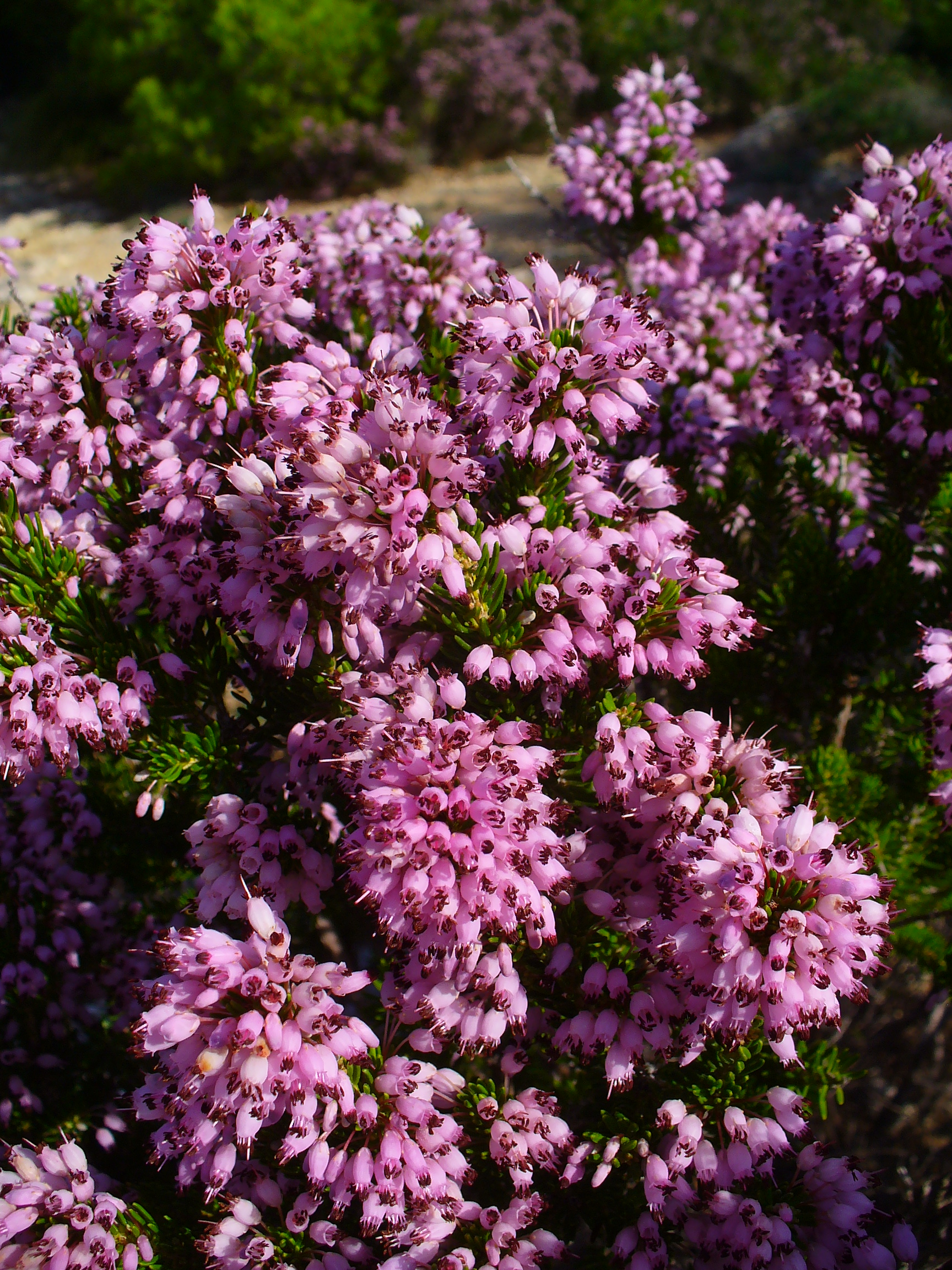

È un arbusto sempreverde, a fusto legnoso, molto ramificato e con foglie aghiformi, lunghe 5–10 mm.
I fiori, roseo-violacei, lunghi fino a 7 mm, sono riuniti a formare fitte infiorescenze all'apice degli steli.

## Distribuzione e habitat
È forse la specie europea più meridionale del genere Erica, diffusa nell'area del Mediterraneo, dalla Spagna alla Grecia e al Nord Africa.

In Italia è presente in tutte le regioni centrali e meridionali, ed è più frequente lungo i versanti occidentali della Penisola.
Cresce prevalentemente su terreni calcarei in ambienti di macchia e gariga, ad una altitudine compresa tra 0 e 800 m sul livello del mare.

## Usi
I fiori hanno anche uso apistico: è una buona pianta mellifera, cioè sono bottinati dalle api per il polline, e per il nettare da cui ottengono un ottimo miele monoflorale, anche se, per il periodo di fioritura, ha più umidità rispetto ad altri.